# Jambage (construction)
Pour le prolongement en typographie, voir jambage.
En architecture et construction, le terme jambage peut désigner :
- un système de renforcement d'une charpente, bois ou métal, visant à soulager les articulations se trouvant à l'aplomb des appuis par une poutre oblique ;
- une construction de maçonnerie quelconque élevée aplomb pour soutenir quelque partie d'un bâtiment à rez-de-chaussée[n 1] ;
- les deux montants verticaux d’une baie, porte ou fenêtre, lorsque cette baie est terminée par un linteau. Lorsque la baie est fermée par un arc, on donne de préférence aux deux montants verticaux qui portent l’arc le nom de pieds-droits[1] ;
- jambage de porte, de croisée ou d'arcade : le pilier ou la maçonnerie aux deux côtés d'une porte qui reçoit la retombée d'une ou de deux arcades, ou qui porte la plate-bande ou les linteaux de la porte ou de la croisée[n 2]) ;
- jambage de cheminée : le petit mur aux deux côtés de la cheminée qui porte le manteau et que l'on revêt le plus souvent d'un chambranle[n 2].

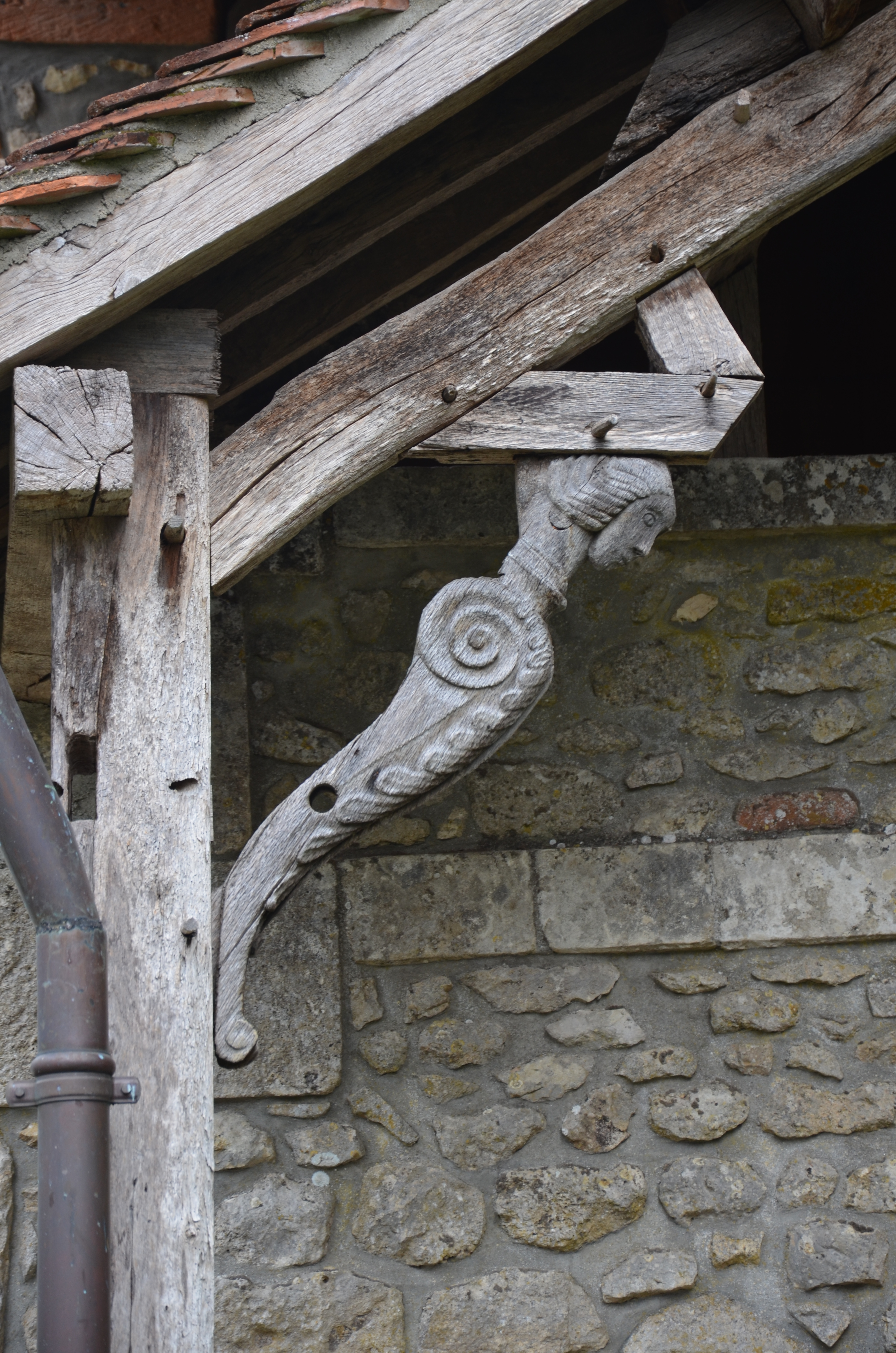
Jambage ou jambe de force sculpté.
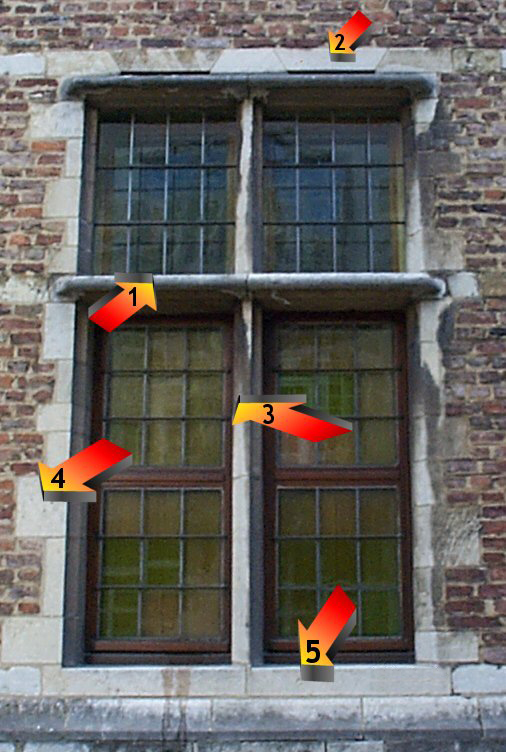
Fenêtre à croisée : 1. traverse ; 2. linteau ; 3. montant ou meneau ; 4. jambage ; 5. appui.
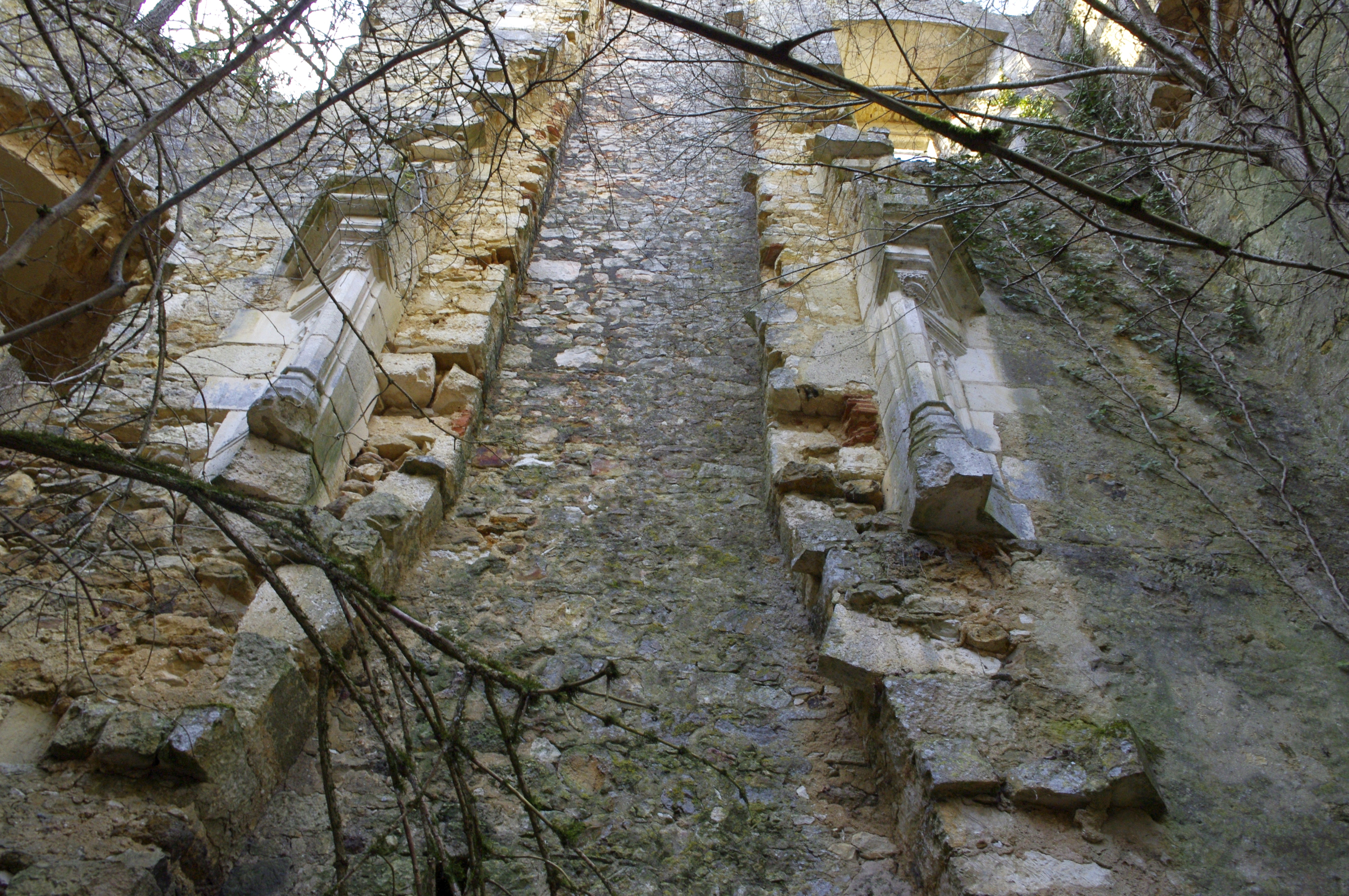
Château de la Renaudie (Saint-Front-la-Rivière), vestige d'une cheminée et âtre, jambages.

## Vocabulaire connexe
- Dosseret : petit bout de mur en équerre sur un autre lequel sert de jambage à une porte ou une croisée ou à porter de fond un arc doubleau[n 3].
- Jambage galbé : jambage qui est en console[n 2].
- Tête de mur, ou tête de jambage : épaisseur apparente d'un mur à son extrémité qui est revêtue ou non d'une chaîne ou d'une jambe étrière en pierre[n 4].